# Nueva gramática de la lengua española
La Nueva gramática de la lengua española (NGLE) es una gramática del idioma español elaborada por la Real Academia Española (RAE) y la Asociación de Academias de la Lengua Española (ASALE). La NGLE es la gramática sancionada por la RAE más reciente desde la edición de 1931 de la Gramática de la lengua española (GRAE).

## Historia
Su publicación sucedió a otras dos obras académicas cuyo objetivo era actualizar la edición de 1931 de la GRAE: el Esbozo de una nueva gramática de la lengua española (1973), preparado por Salvador Fernández Ramírez y Samuel Gili Gaya, y la Gramática española (1994) de Emilio Alarcos Llorach.: XXXIX–XL 
Durante el XI Congreso de la Asociación de Academias de la Lengua Española de 1998, la Academia Chilena de la Lengua presentó una iniciativa para retomar el proyecto de una gramática académica nueva , esta vez redactada bajo la colaboración de las distintas academias de la lengua española.: XL  La propuesta fue aceptada y para tales efectos se designó a Ignacio Bosque como ponente de la obra; más tarde, se le sumó José Manuel Blecua Perdices como encargado de la sección de fonética y fonología.: XL  En 2002, se estipularon las directrices del proyecto y la creación de un comisión interacadémica para su redacción, a cargo de Guillermo Rojo.: XL  Finalmente, las academias aprobaron el texto de la NGLE durante el XIII Congreso de la Asociación de Academias de la Lengua Española de 2007, celebrado en la ciudad de Medellín.: XL 
En 2009 aparecieron los primeros dos volúmenes (dedicados a la morfología y sintaxis) bajo la editorial Espasa. A estos les siguieron dos versiones abreviadas: el Manual de la NGLE (2010) y la Nueva gramática básica de la lengua española (2011), esta última enfocada a un público general.: XVII  En 2013 apareció el volumen final dedicado a la fonética y fonología.

## Alcance y contenidos
Según la RAE, los objetivos de la NGLE son "describir las construcciones gramaticales propias del español general, así como reflejar adecuadamente las variantes fónicas, morfológicas y sintácticas; ofrecer recomendaciones de carácter normativo, y ser obra de referencia para el conocimiento y la enseñanza de la lengua española." A su vez, se presenta a la NGLE como una obra colectiva, panhispánica, descriptiva, normativa, sintética y práctica. Otra de las novedades de la NGLE frente a sus antecedentes editoriales es la inclusión de ejemplos tomados de un corpus amplio y genéricamente diverso de textos en lengua española.